# Barwinek pospolity

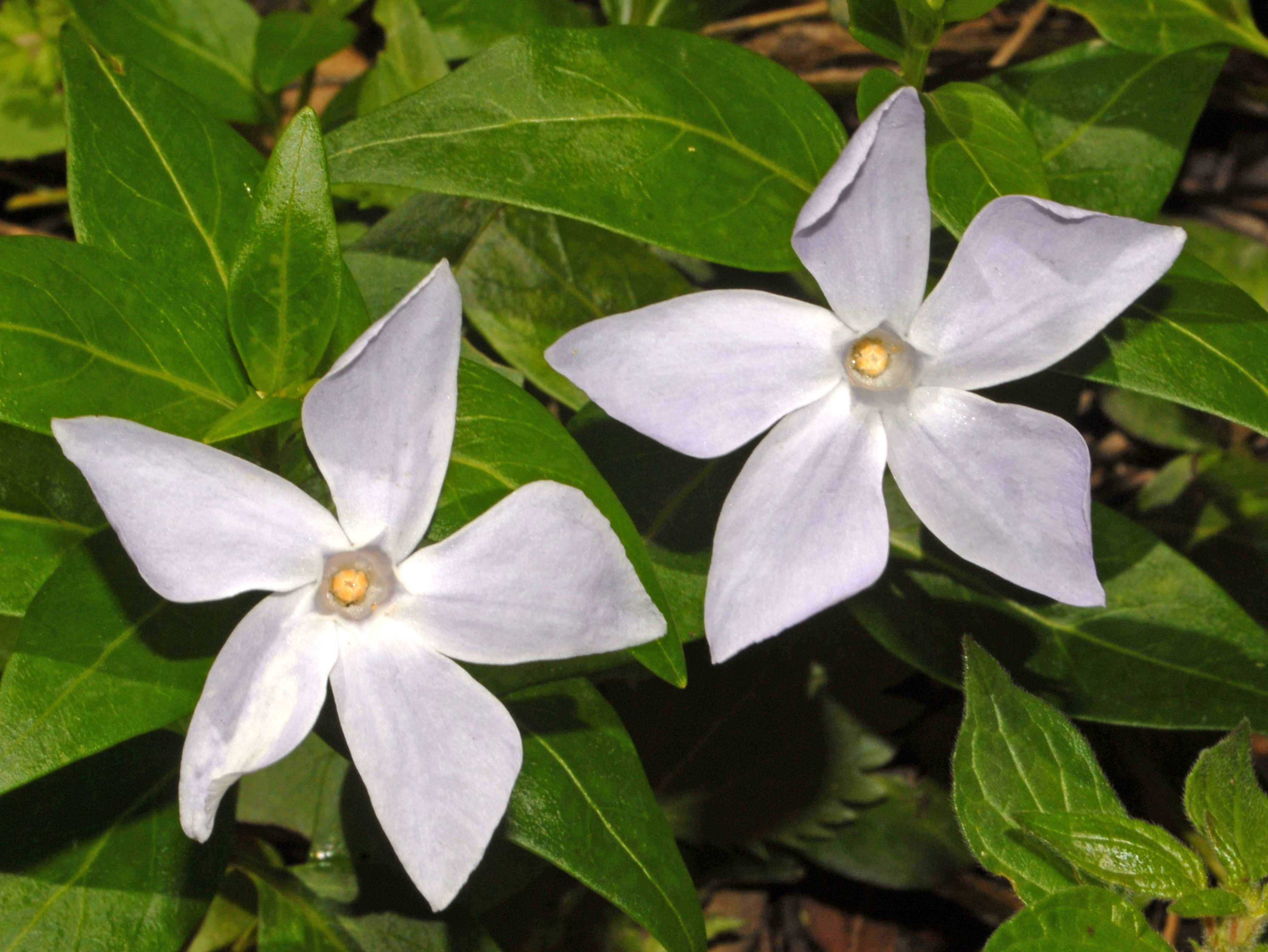
Odmiana 'Alba'

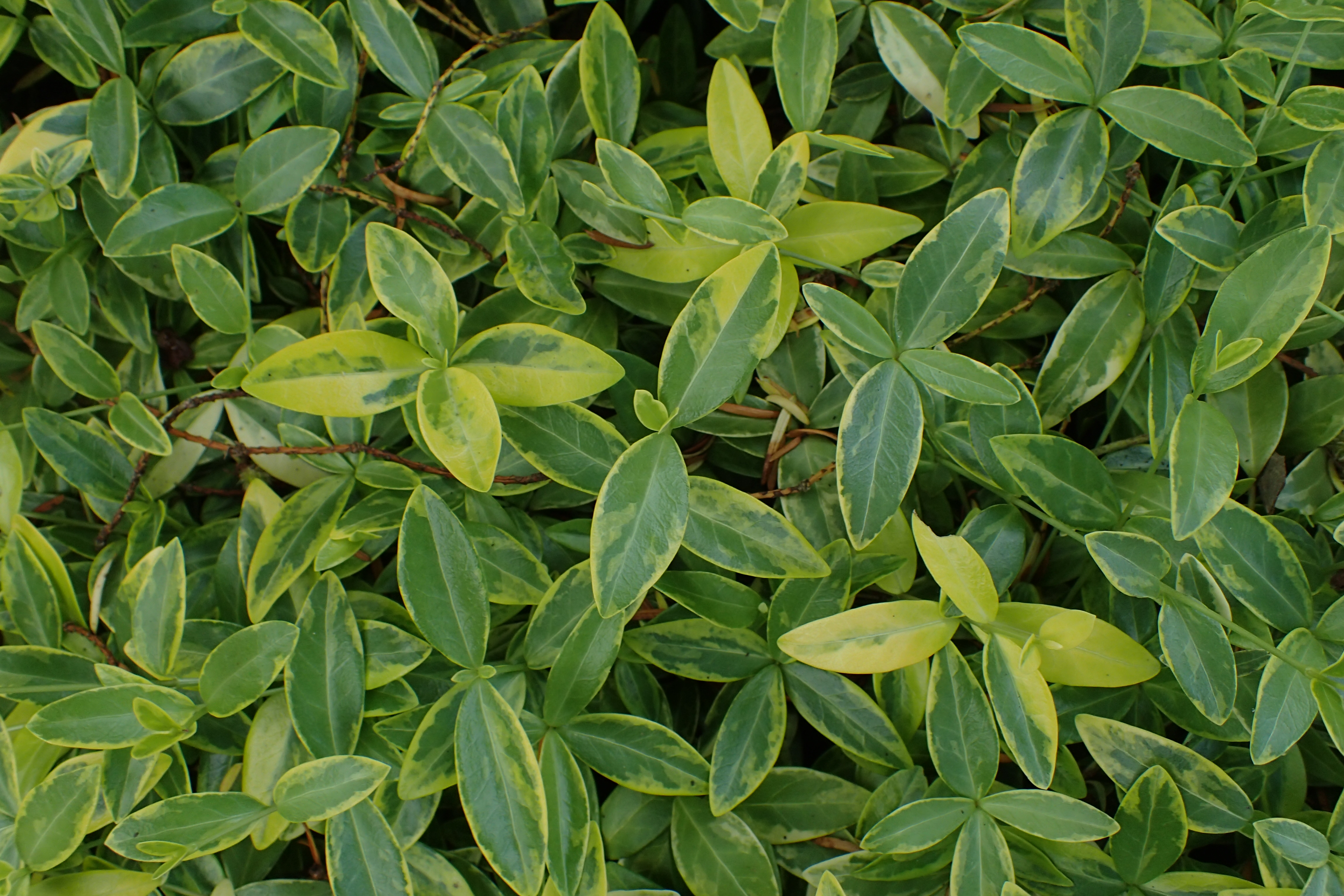
Odmiana 'Aureomarginata'

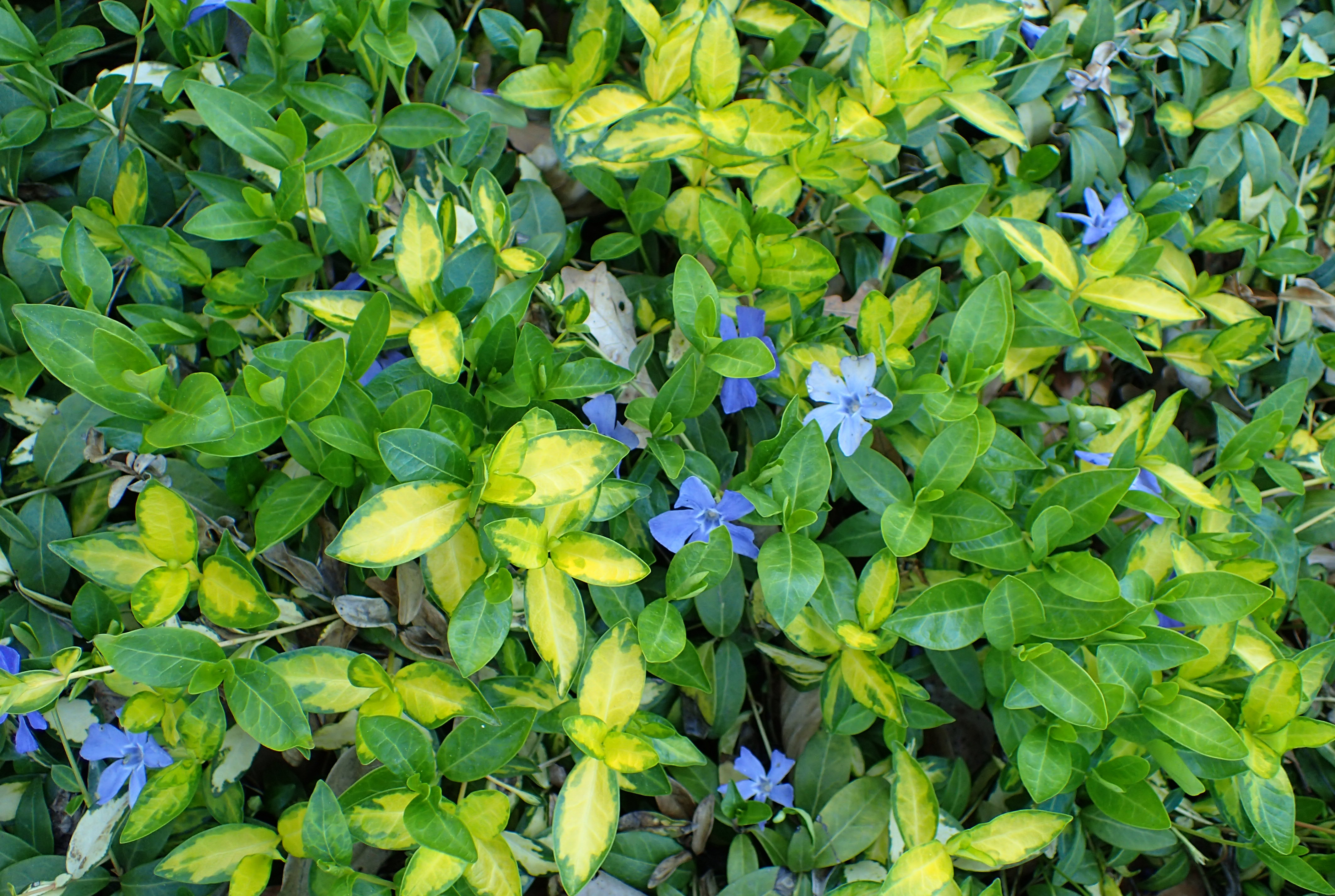
Odmiana 'Cahill'

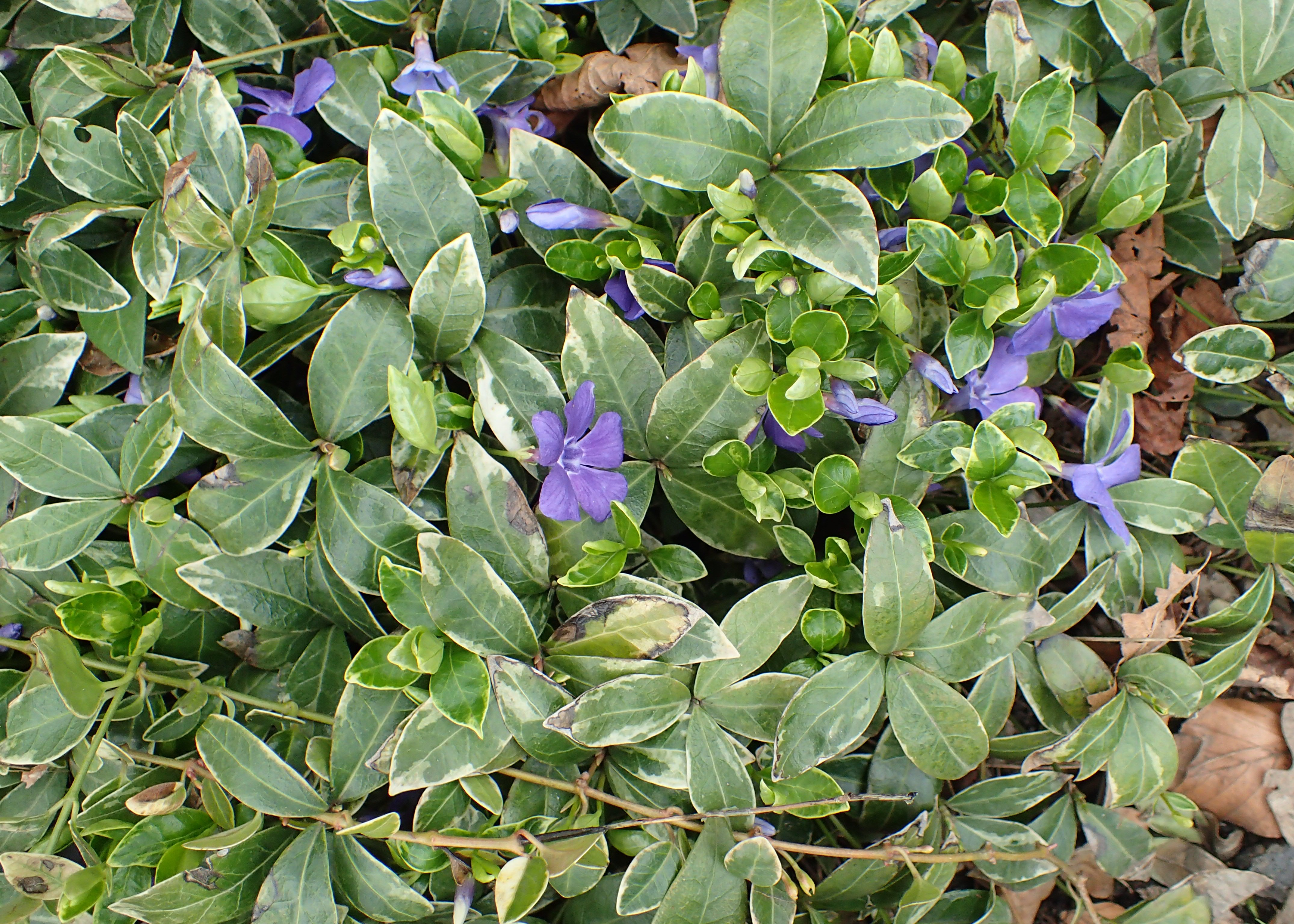
Odmiana 'Ralph Shugert'

Barwinek pospolity (Vinca minor L.) – gatunek rośliny należący do rodziny toinowatych (Apocynaceae). Rośnie dziko w zachodniej, wschodniej, południowej i środkowej Europie, brak go w Skandynawii. Jest jedynym gatunkiem barwinka występującym w Polsce w stanie dzikim (dość rzadko). W rozproszonych stanowiskach występuje niemal na całym niżu. W górach spotykany jest rzadziej. Jest również uprawiany jako roślina ozdobna.

## Morfologia
PokrójDrobna, zimozielona krzewinka osiągająca wysokość do 20 cm.
ŁodygaŁodygi zdrewniałe dołem,  pokładające się i zakorzeniające. Osiągają długość do 1 m. Łodygi kwiatowe wyprostowane, wzniesione.
LiścieNaprzeciwległe. Liście skórzaste,  całobrzegie, eliptyczne, ciemnozielone i błyszczące, do 5 cm długości, krótkoogonkowe.
KwiatyNiebieskie lub jasnofioletowe, obupłciowe, o średnicy około 2,5 cm, wyrastające pojedynczo w pachwinach liści. Kielich kwiatowy pięciodzielny, znacznie krótszy od korony. Korona o rurce lejkowatej i płasko rozpostartych płatkach. Pięć pręcików przyrośniętych do rurki korony, słupek na szczycie zgrubiały, przy nasadzie zalążni dwa żółte miodniki.
OwoceDwa cylindryczne mieszki.

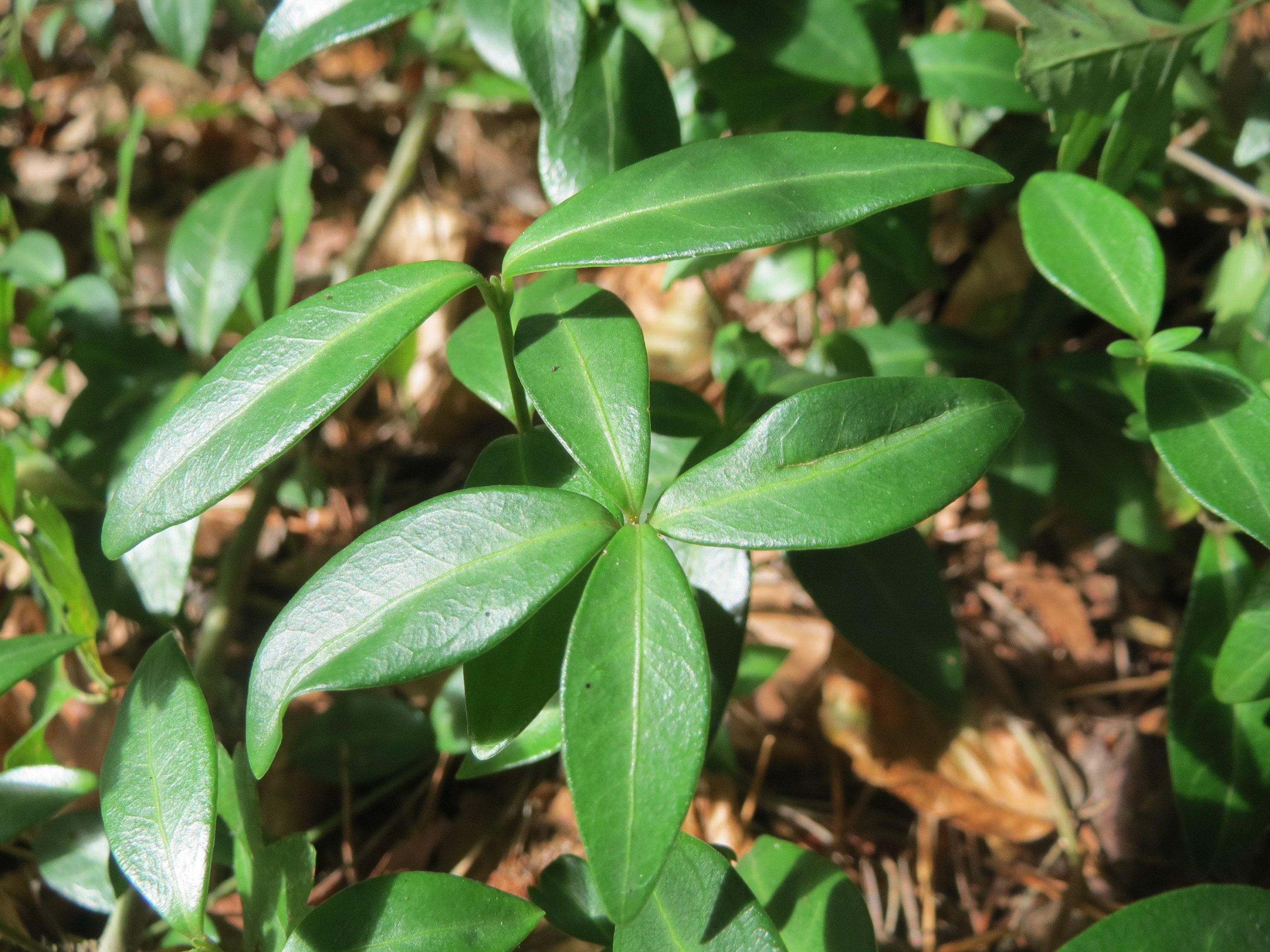
Liście
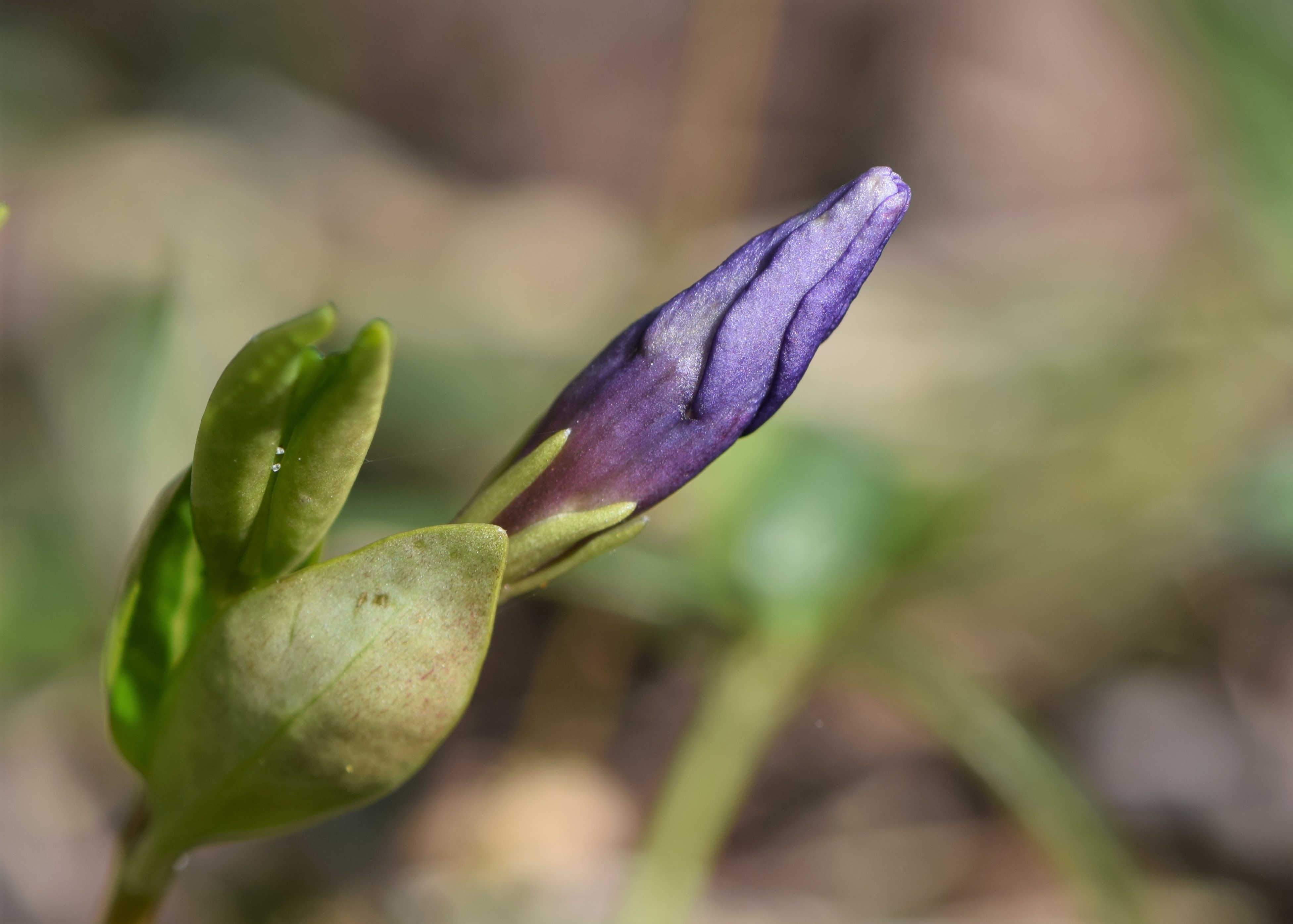
Pąk kwiatowy
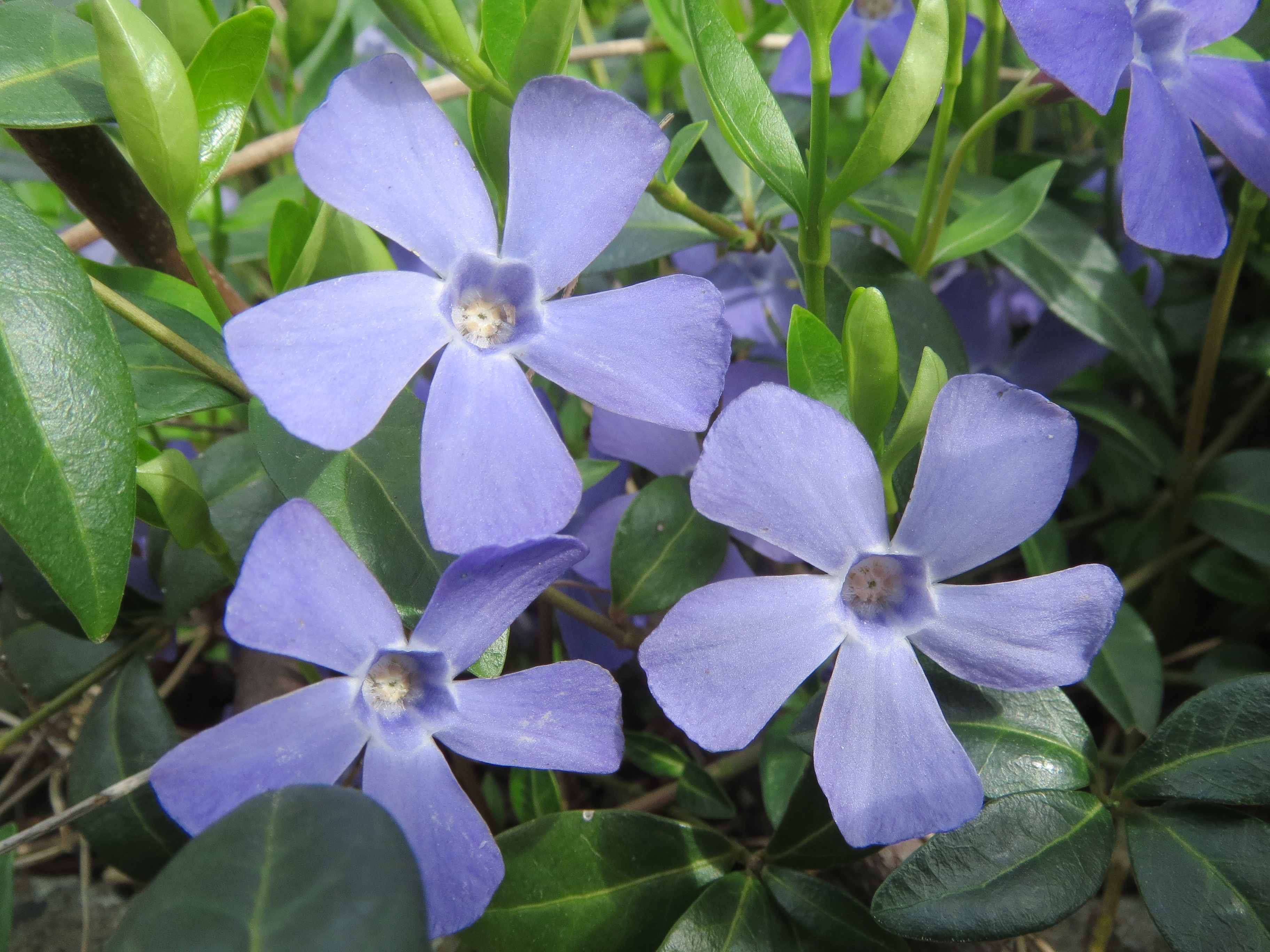
Kwiaty

## Biologia i ekologia
Roślina wieloletnia, chamefit. Kwitnie od marca do maja. Kwiaty owadopylne, zapylane przez pszczoły i motyle. Nasiona rozsiewane głównie przez mrówki (myrmekochoria). Rozmnaża się głównie wegetatywnie. Rośnie w lasach liściastych. Doskonale znosi zacienienie. Przeważnie występuje na żyznych, zasobnych w wapń i kwaśnych glebach, o odczynie pH 4,9-6,5). Często tworzy zwarte łany. Najwyższe zanotowane jego stanowiska znajdują się w Bieszczadach, gdzie sięga do wysokości 1100 m n.p.m. Cała roślina jest lekko trująca: Zawiera wininę, pubescynę i minorynę. Objawami zatrucia są: zmniejszenie ciśnienia krwi, zaburzenia pracy serca i oddychania. Liczba chromosomów 2n = 48.

## Zagrożenia i ochrona
Roślina była objęta w Polsce częściową ochroną gatunkową na podstawie Rozporządzenia Ministra Środowiska z dnia 5 stycznia 2012 r. w sprawie ochrony gatunkowej roślin. Od 2014 roku nie podlega ochronie. Zagrożona ze względu na swoje walory dekoracyjne. Często jest bowiem wykopywana ze stanowisk naturalnych do uprawy jako roślina ozdobna.

## Zastosowanie
- Roślina ozdobna, często uprawiana. Używana jako roślina okrywowa na kobierce, obwódki, często sadzona na cmentarzach. Ma bardzo małe wymagania zarówno co do gleby jak i oświetlenia. Obok bluszczu i kopytnika najlepiej znosi zacienienie.
- Roślina lecznicza:
  - Surowiec zielarski: ziela barwinka – Herba Vincae pervincae (Herba Vincae minoris, Herba Pervincae).
  - Skład: Zawiera alkaloidy: winkaminę, izowinkamina, perwincynę; kwas ursolowy, gorycz (wincynę), leukoantocyjanidyny, flawonoidy (robininę), garbniki, kwasy organiczne, pektyny, trójterpeny, sole mineralne.
  - Działanie: obniża ciśnienie krwi (hypotonicum), stosuje się go w przypadkach krwawień, stanów zapalnych błon śluzowych oraz w leczeniu egzem. Napar ziela stosuje się w zakrzepowym zapaleniu żył, stanach osłabienia oraz niedotlenienia serca i mózgu, zawrotach głowy, uporczywych migrenach, szumie w uszach, nerwicach wegetatywnych, padaczce, chorobach płuc, krwawieniach wewnętrznych i macicznych[7].
  - Zbiór: od maja do sierpnia. Zebrany surowiec suszy się naturalnie, w miejscu przewiewnym i suchym
  - W krajach o cieplejszym klimacie jako surowiec dla przemysłu farmaceutycznego wykorzystuje się Vinca erecta, który ma więcej tych samych substancji aktywnych.

## Odmiany
W uprawie znajduje się szereg kultywarów:
- 'Alba' – o białych kwiatach,
- 'Argenteovariegata' – o białopstrych liściach, wolniej rosnąca,
- 'Aureovariegata' – żółtopstra,
- 'Bowes Variety' – o większych kwiatach, bujniej rosnąca, ale bardziej zwarta ze względu na krótsze rozłogi,
- 'Rosea' – o różowych kwiatach i wolniejszym wzroście.
- 'Cahill' - o pstrej, żółtej barwie liści z zielonym brzegiem blaszki. Wyhodowana przez 1995 r. przez Christy A. Hensler z Newport w USA. W przeciwieństwie do innych, ta odmiana dobrze znosi pełne nasłonecznienie, rośnie przy tym równie dobrze w półcieniu i w miejscach zacienionych. Roślina mrozoodporna całkowicie w Polsce (strefa mrozoodporności 5a). Nadaje się do uprawy jako roślina rabatowa oraz okrywowa. Pędy są trwałe i dlatego mogą być używane jako uzupełnienie różnych kompozycji florystycznych[8].